# XHITZ-FM
XHITZ-FM (Z90) es una estación de radio de tipo CHR con licencia en San Diego-Tijuana que transmite en los 90.3 MHz. La estación es propiedad de una compañía mexicana, y con su transmisor y antena en el Monte San Antonio de Tijuana. Esta compañía arrienda la programación y derechos publicitarios a "Local Media of San Diego", con estudios en San Diego, Estados Unidos.

## Historia
XHIS-FM recibió su concesión en noviembre de 1973, a nombre de Víctor Díaz, fundador de Califormula, que poseía y operaba varias estaciones en el área.
XHITZ fue una estación con formato "Album-oriented rock" popular en los años 70 y 80, antes de que pasara  a un "formato de radio pirata" en 1989 basado en el éxito de KQLZ en Los Ángeles. El 5 de abril de 1990,  cambiaron al formato de tipo Rhythmic Top 40 bajo el director de programación Rick Thomas, con una dirección que apoyaba la música Dance. "Z90" compitió contra Q106, que fue el centro neurálgico del Top 40 en el mercado. Con el debut de Z90, aun así,  tome sólo unos cuantos meses para que XHITZ para batir Q106, para vencer a Q106, y gracias a su éxito, sino que también obligó única estación urbana del mercado, futura estación de la hermana XHRM, a dejar ese formato en 1993. Tanto Z90 quedó arriba, Q106 cambiado hacia un más Mainstream Parte superior 40 formato, y no fue hasta que septiembre de 1996 que XHITZ tendría otro competidor directo contra KHTS, el cual tuvo un formato de Dance suave mucho más parecido al de XHITZ. 
Aun así por agosto de 1998, XHITZ se apartaría de su formato de Dance/R&B para empezar a centrarse más en el R&B/Hip-Hop. La estación también fue renombrada a "Jammin' Z90" antes de volver a ser "Z90.3". XHITZ siguió siendo la líder de música Hip-Hop hasta 2004, cuándo XHMORE-FM cambió a un formato de Hip-Hop dando énfasis al formato Top 40. Estos dos estaciones competerían hasta finales de 2009, cuándo XHMORE cambió de formato. Poco después de esto, la estación volvió al formato de música Dance y con un sonido más Mainstream. A pesar de ser la estación líder en el marcado del tipo Top 40, XHITZ continúa compartiendo el estilo musical con KHTS y KEGY, los cuales son Top 40/CHR de tendencia rítmica, junto con KMYI que es de formato adulto contemporáneo. El 2 de abril de 2012, XHITZ cambió el formato de "Z90.3" por el de "Jammin' Z90." A mediados de 2014, XHITZ cambió a "Z90." Hoy en día, la estación emite un formato CHR, resultando en tanto Nielsen BDS y Mediabase moviendo a XHITZ de los paneles de informes Rhythmic a Mainstream en febrero de 2015.

## Administración
El 25 de julio de 2005, Clear Channel Broadcasting cambió la programación y arreglos de marketing local de XHITZ, junto con XETRA-FM y XHRM-FM, a Finest City Broadcasting, una compañía nueva bajo la dirección del director de Clear Channel/San Diego VP/Market Mike Glickenhaus. Finest City tomó las operaciones el 1 de diciembre de 2005.
En 2009, esta programación y derechos de marketing fueron vendidos a Broadcast Corporation of the Americas después de que Finest City incumplió con activos que llevaron a su quiebra. En 2010, BCA cambió XHITZ, XETRA y XHRM a Local Media of America después de un cambio en administración.
El 6 de octubre de 2015, Midwest Television (dueños de KFMB-AM y KFMB-FM) anunció que había introducido a una junta acuerdo operativo con Local Media San Diego LLC, formando una entidad conocida como SDLocal para dirigir su grupo colectivo de estaciones. La intención de este acuerdo es a "[conserva el] operación y propiedad locales de San Diego superior-estaciones radiofónicas valoradas".

## Operaciones actuales y ZeeJays
- Morton En Las Mañanas con Sarah y DJ DRock
- Tre
- Deejay Al
- Pandar
- Sheryl
- DJ Juego
- Lily
- Martin